# Broadsword-Klasse
Die Schiffe der Broadsword-Klasse (Type 22) sind ehemalige Lenkwaffenfregatten der britischen Royal Navy. Sie wurden zwischen 1979 und 1990 für U-Jagd-Aufgaben in Dienst gestellt, später jedoch zu Mehrzweck-Fregatten weiterentwickelt. Das letzte von insgesamt vierzehn gebauten Schiffen dieser Klasse wurde von der Royal Navy 2011 außer Dienst gestellt. Sieben Einheiten wurden nach der Außerdienststellung ins Ausland verkauft. Zwei Schiffe der zweiten Baureihe des Typs 22 gingen an die rumänische Marine. Ein weiteres wurde an die chilenische Marine abgegeben und vier Schiffe der ersten Baureihe gingen zwischen 1995 und 1997 nach Brasilien und bildeten nachfolgend in der brasilianischen Marine für rund 20 Jahre die Greenhalgh-Klasse.

## Geschichte

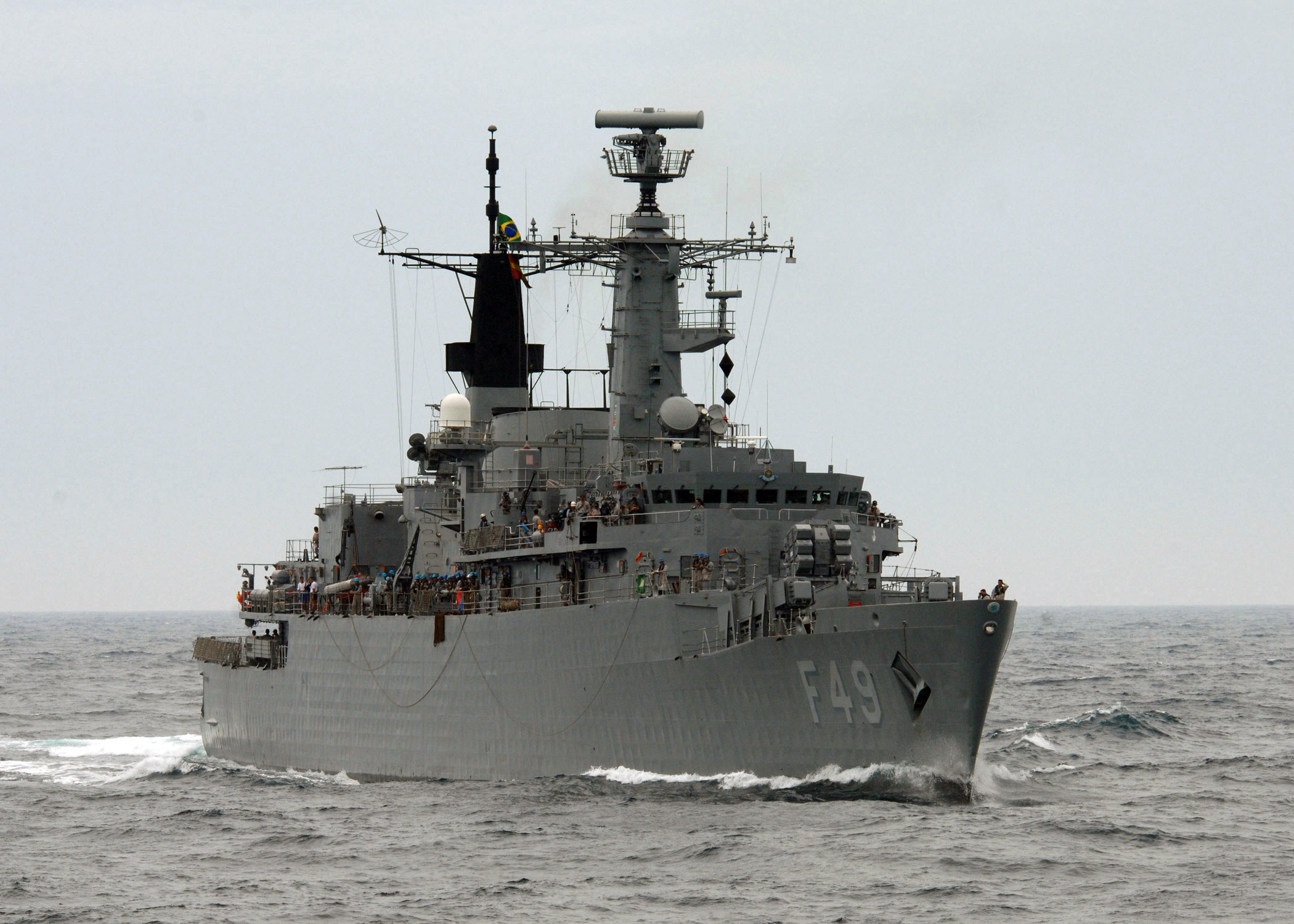
Die brasilianische Rademaker (F 49) war das zweite Schiff des Typs 22 und wurde 1980 als HMS Battleaxe in Dienst gestellt

In den frühen 1970er-Jahren beauftragte die Royal Navy die Werft Yarrow Shipbuilders (heute BAE SYSTEMS) mit der Konstruktion einer Fregatte zur U-Boot-Jagd. Insgesamt wurden 24 Schiffe bestellt. Während die ersten vier Schiffe (Batch I) nur eine Länge von 131 m und eine Verdrängung von 4.400 Tonnen hatten, wurden die folgenden sechs Schiffe (Batch II) mit einem verlängerten Rumpf und einer dementsprechend größeren Verdrängung gebaut. Durch die Verlängerung konnten zusätzliche Systeme zur Ortung von U-Booten eingebaut werden. 1981 wurde das Projekt aus Kostengründen gestoppt, nachdem erst zehn von 24 bestellten Fregatten geliefert worden waren. Nachdem jedoch im Falklandkrieg insgesamt vier Zerstörer und Fregatten anderer Klassen versenkt worden waren, wurden 1984 noch einmal vier Fregatten der Broadsword-Klasse als Ersatz in Auftrag gegeben. Als Basis für diese dritte Bauserie (Batch III) wurden die verlängerten Schiffe der Batch II genommen. Eine wesentliche Änderung war, dass die Fregatten anstelle der Exocet-Raketenwerfer nun eine 114-mm-Kanone am Bug erhielten. Zusätzlich wurden auch neue Systeme zur Luftabwehr und Anti-Schiff-Raketen vom Typ Harpoon installiert. Das letzte der vier zusätzlichen Schiffe wurde 1990 in Dienst gestellt.

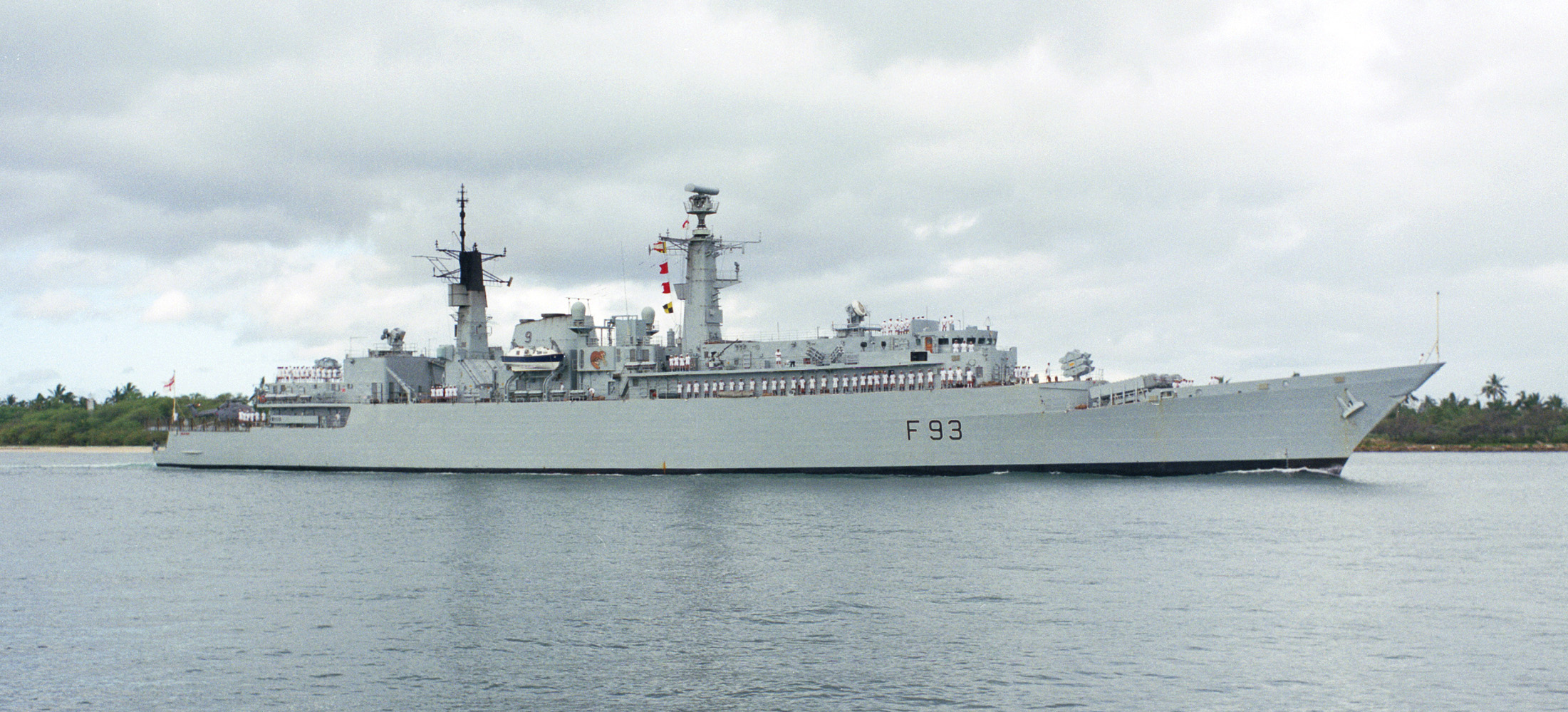
Die HMS Beaver (F93) wurde 1999 außer Dienst gestellt

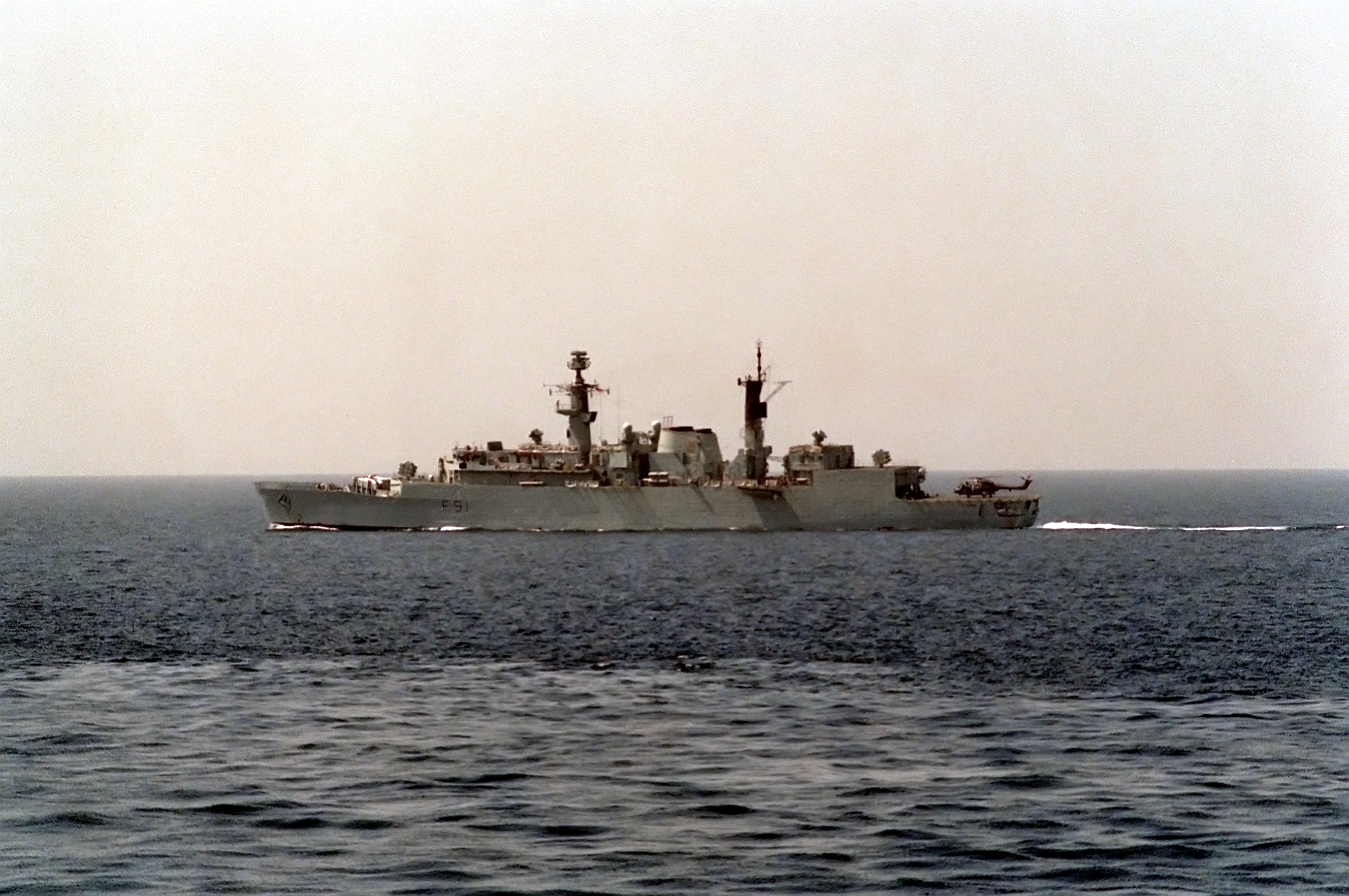
Die damalige HMS Brazen (F91) während der Operation Desert Shield 1990

Mit dem Ende des Kalten Krieges veränderten sich die Aufgaben der Schiffe. Die U-Boot-Jagd spielt zwar weiterhin eine wichtige Rolle, jedoch wurden diese Aufgabe zunehmend auf die Fregatten der Duke-Klasse übertragen. Die Broadsword-Klasse wurde nun vorwiegend für Patrouillen- und Eskorteinsätze genutzt. Die Fregatten wurden zum Hauptwerkzeug der Royal Navy bei weltweiten Krisen- und Kriegseinsätzen. Für diese neuen Aufgaben war jedoch eine wesentliche Modernisierung der ersten zehn Schiffe notwendig. 1994 entschied sich die Royal Navy gegen eine kostspielige Umrüstung und gab stattdessen den neuen Fregatten der Duke-Klasse den Vorzug. 1995 wurde die HMS Broadsword als erstes Schiff ausgemustert. Nach der Fertigstellung aller Schiffe der Duke-Klasse im Jahr 2002 wurde dann mit der HMS Coventry das letzte Schiff der ersten beiden Bauserien ausgemustert.
Somit verblieben nur noch die vier von Anfang an mit moderneren Systemen ausgestatteten Schiffe des Batch III im Dienst der Royal Navy. Sie wurden nochmals umgerüstet, wobei die Lenkwaffensysteme auf den neuesten Stand der Technik gebracht wurden. Zusätzlich erhielten sie einen neuen, effizienteren Antrieb. Überlegungen, die vier Fregatten zusätzlich auch noch mit Marschflugkörpern auszustatten, wurden dann aber zugunsten der Daring-Klasse aufgegeben. Das ursprünglich als Nachfolger vorgesehene Projekt Future Surface Combatant wurde bereits im Jahr 2005 abgebrochen und die Royal Navy gab stattdessen bekannt, dass die vier Fregatten, die, bei gleichzeitig geringem Wartungsaufwand, als sehr zuverlässig und strapazierbar galten, erst zwischen 2015 und 2018 ausgemustert werden sollten. Der mittlerweile als künftige Fregattenklasse der Royal Navy vorgesehene Type 26 sollte gemäß Strategic Defence and Security Review 2010 (SDSR 2010) nur noch die Duke-Klasse ersetzen und die Broadsword-Klasse bis 2018 ersatzlos ausgemustert werden. Ende 2010 wurde jedoch entschieden, alle vier verbleibenden Schiffe bereits Anfang 2011 außer Dienst zu stellen.
Nach vielen Enttäuschungen mit vorherigen Fregattentypen hat sich die Broadsword-Klasse als Erfolg für die Royal Navy erwiesen. Sieben der in Großbritannien ausgemusterten Fregatten wurden nach Brasilien, Rumänien und Chile verkauft. Zu Beginn des Jahres 2023 befanden sich noch vier Einheiten im aktiven Flottendienst (die beiden rumänischen Einheiten sowie je ein Schiff in Brasilien und in Chile).

## Einheiten

### Batch I
Nachdem die zuvor gebauten Fregatten der Amazon-Klasse Namen beginnend mit dem Anfangsbuchstaben „A“ trugen, erhielten die Schiffe des Batch I der Broadsword-Klasse Namen, die auf „B“ begannen.
| Kennung | Name       | Bauwerft | Kiellegung      | Stapellauf        | In Dienst     | Außer Dienst  | Verbleib                       |
| ------- | ---------- | -------- | --------------- | ----------------- | ------------- | ------------- | ------------------------------ |
| F88     | Broadsword | Yarrow   | 7. Februar 1975 | 12. Mai 1976      | 4. Mai 1978   | 31. März 1995 | an Brasilien, Greenhalgh (F46) |
| F89     | Battleaxe  | Yarrow   | 4. Februar 1976 | 18. Mai 1977      | 29. März 1980 | 1997          | an Brasilien, Rademaker (F49)  |
| F90     | Brilliant  | Yarrow   | 25. März 1977   | 15. Dezember 1978 | 15. Mai 1981  | 1996          | an Brasilien, Dodsworth (F47)  |
| F91     | Brazen     | Yarrow   | 18. August 1978 | 4. März 1980      | 2. Juli 1982  | 1996          | an Brasilien, Bosisio (F48)    |

### Batch II
Die ersten drei Schiffe des nächsten Bauloses erhielten ebenfalls Namen, die auf „B“ begannen. Die letzten drei Batch-II-Einheiten trugen demgegenüber Namen englischer Städte, wobei die letzten beiden Namen zuvor von Zerstören der Sheffield-Klasse getragen wurden, die im Falklandkrieg versenkt worden waren.
| Kennung | Name          | Bauwerft    | Kiellegung       | Stapellauf        | In Dienst         | Außer Dienst      | Verbleib                                                |
| ------- | ------------- | ----------- | ---------------- | ----------------- | ----------------- | ----------------- | ------------------------------------------------------- |
| F92     | HMS Boxer     | Yarrow      | 1. November 1979 | 17. Juni 1981     | 22. Dezember 1983 | 4. August 1999    | 2004 als Zielschiff versenkt                            |
| F93     | HMS Beaver    | Yarrow      | 20. Juni 1980    | 8. Mai 1982       | 13. Dezember 1984 | 1. Mai 1999       | 2001 ausgemustert und verschrottet                      |
| F94     | HMS Brave     | Yarrow      | 24. Mai 1982     | 19. November 1983 | 4. Juli 1986      | 23. März 1999     | 2004 als Zielschiff versenkt                            |
| F95     | HMS London    | Yarrow      | 7. Februar 1983  | 27. Oktober 1984  | 5. Juni 1987      | 14. Januar 1999   | an Rumänien, Regina Maria (F222), im aktiven Dienst     |
| F96     | HMS Sheffield | Swan Hunter | 29. März 1984    | 26. März 1986     | 26. Juli 1988     | 15. November 2002 | an Chile, Almirante Williams (FF-19), im aktiven Dienst |
| F98     | HMS Coventry  | Swan Hunter | 29. März 1984    | 8. April 1986     | 14. Oktober 1988  | 17. Januar 2002   | an Rumänien, Regele Ferdinand (F221), im aktiven Dienst |

### Batch III
Die Schiffe des Batch III erhielten wieder Namen, die mit dem gleichen Anfangsbuchstaben, diesmal „C“, begannen. Hierbei handelte es sich um geographische Bezeichnungen. Der Heimathafen ist Devonport. Die Außerdienststellung begann Anfang 2011.
| Kennung | Name            | Bauwerft      | Kiellegung         | Stapellauf       | In Dienst      | Außer Dienst    | Verbleib          |
| ------- | --------------- | ------------- | ------------------ | ---------------- | -------------- | --------------- | ----------------- |
| F99     | Cornwall        | Yarrow        | 19. September 1983 | 14. Oktober 1985 | 23. April 1988 | 30. Juni 2011   | 2013 verschrottet |
| F85     | Cumberland      | Yarrow        | 12. Oktober 1984   | 21. Juni 1986    | 10. Juni 1989  | 23. Juni 2011   | 2013 verschrottet |
| F86     | HMS Campbeltown | Cammell Laird | 4. Dezember 1985   | 7. Oktober 1987  | 27. Mai 1989   | 7. April 2011   | 2013 verschrottet |
| F87     | HMS Chatham     | Swan Hunter   | 12. Mai 1986       | 20. Januar 1988  | 4. Mai 1990    | 8. Februar 2011 | 2013 verschrottet |

## Verbleib

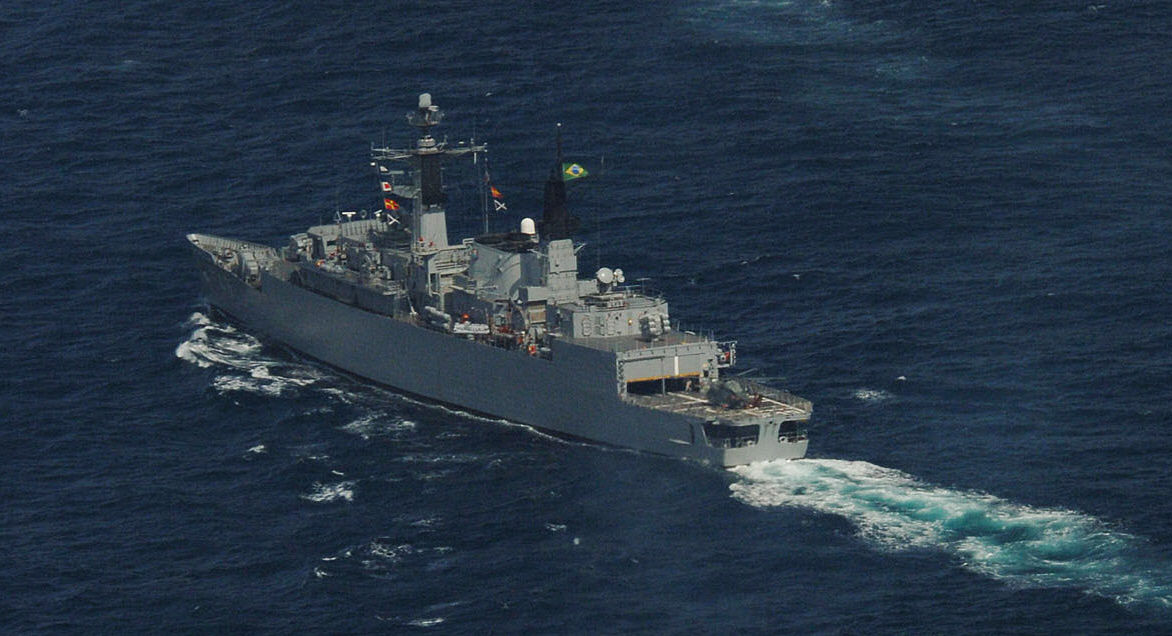
Rademaker (F49)

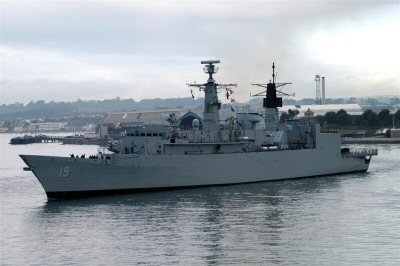
Almirante Williams (FFG-19), ex HMS Sheffield (F96)

Brasilien kaufte 1995 ein erstes und im folgenden Jahr die drei übrigen Einheiten des ersten Bauloses. Nachdem das ehemalige Typschiff HMS Broadsword dort in Greenhalgh umbenannt wurde, werden die Schiffe von der brasilianischen Marine als Greenhalgh-Klasse geführt. Sie tragen jeweils den Namen eines früheren brasilianischen Marineoffiziers und führen als Anti-Schiff-Flugkörper die französische Exocet, zunächst der Baureihe MM38 und ab 2010–2012 bei den verbliebenen drei Einheiten zur MM40 modernisiert.
| Kennung | Name       | Indienststellung | Außerdienststellung | Verbleib                           |
| ------- | ---------- | ---------------- | ------------------- | ---------------------------------- |
| F46     | Greenhalgh | 30. Juni 1995    | 10. August 2021     | 2023 Aufleger in Niterói           |
| F47     | Dodsworth  | 31. August 1996  | 11. März 2004       | im Juli 2012 in Aliağa abgebrochen |
| F48     | Bosisio    | 31. August 1996  | 29. September 2015  | 2017 als Zielschiff versenkt       |
| F49     | Rademaker  | 30. April 1997   |                     | im aktiven Dienst                  |

Chile kaufte die ehemalige Sheffield und die chilenische Marine stellte sie am 5. September 2003 als Almirante Williams, benannt nach dem Marineoffizier Juan Williams Rebolledo, in Dienst. Sie trägt die Schiffskennung FFG-19 und ist in Valparaíso beheimatet.
Rumänien schloss am 14. Januar 2003 einen Vertrag über die Beschaffung zweier Schiffe des zweiten Bauloses, die im Dienst der rumänischen Marine die Namen des rumänischen Herrscherpaares aus der Zeit vor dem Ersten Weltkrieg führen. Sie gehören zur Seeflotte und sind in Constanța beheimatet.
| Kennung | Name             | Indienststellung  | Außerdienststellung | Verbleib |
| ------- | ---------------- | ----------------- | ------------------- | -------- |
| F221    | Regele Ferdinand | 9. September 2004 |                     | aktiv    |
| F222    | Regina Maria     | 21. April 2005    |                     | aktiv    |